# تودنبوتل
تودنبوتل (به آلمانی: Todenbüttel) یک شهر در آلمان است که در Mittelholstein واقع شده‌است. تودنبوتل ۱٬۱۳۴ نفر جمعیت دارد.